# 1272
El 1272 (MCCLXXII) fou un any de traspàs iniciat en divendres pertanyent a l'edat mitjana.

## Esdeveniments
- Alfons III de Portugal conquereix l'Algarve completant d'aquesta manera la reconquesta portuguesa.
- Es completen les taules alfonsines d'astronomia.
- Fundació de la Universitat de Múrcia.
- Carles I d'Anjou estableix un nou regne a Albània.
- Inici del regnat d'Eduard I d'Anglaterra.[1]

## Naixements
- Frederic II de Sicília (Barcelona), rei de Sicília.
- Bernardo Tolomei
- Al-Àdil Salàmix[2]

## Necrològiques
- Alfons de Molina
- Enric III d'Anglaterra
- Esteve V d'Hongria